# Хичев
Хичев (укр. Хичів) — село на Украине, находится в Хорошевском районе Житомирской области.
Население по переписи 2001 года составляет 134 человека. Почтовый индекс — 12130. Телефонный код — 4145. Занимает площадь 7 км².

## Адрес местного совета
12130, Житомирская область, Хорошевский р-н, с.Небеж, ул.Щорса, 1